# Rudolf-Heß-Gedenkmarsch
Der Rudolf-Heß-Gedenkmarsch war eine jährlich um den 17. August stattfindende Demonstrationsveranstaltung der deutschen Neonazi-Szene. Die Demonstrationen fanden zumeist in Wunsiedel statt, wurden dort aber teilweise verboten, sodass auf andere Städte ausgewichen wurde.

## Geschichte der Veranstaltung
Bereits einen Tag nach dem Tod von Rudolf Heß im Kriegsverbrechergefängnis Berlin-Spandau am 17. August 1987 kam es in Deutschland und Österreich zu Demonstrationen mit geringen Teilnehmerzahlen, so etwa in Hamburg, Berlin, München und Wien, zahlreichen Parolenschmierereien und in Frankfurt zu einem Anschlag gegen ein Fahrzeug der Streitkräfte der Vereinigten Staaten. Außerdem belagerten Neonazis zwei Wochen lang den Friedhof im fränkischen Wunsiedel, um die Beerdigung nicht zu verpassen, von der sie letzten Endes dann doch ausgeschlossen blieben.
Im Frühjahr 1988 wurde der erste Rudolf-Heß-Gedenkmarsch von Berthold Dinter für den August angemeldet und von einer Gruppe um die Neonazis Michael Kühnen und Christian Worch organisiert. Dabei formulierte Kühnen das Ziel, Wunsiedel niemals zur Ruhe kommen zu lassen. Die Veranstaltung wurde zunächst verboten, dann aber vom Hamburger Anwalt Jürgen Rieger vor Gericht durchgesetzt. Etwa 120 Neo- und Altnazis nahmen an dem Gedenkmarsch am 17. August 1988 teil. 1989 nahm erstmals eine Gruppe belgischer Neonazis an der Demonstration teil. Im Sommer 1990 zählte die Veranstaltung etwa 1600 Teilnehmer.

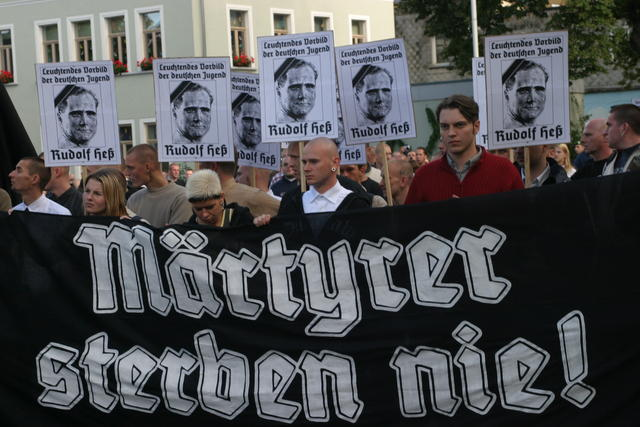
Neonazis marschierten im Gedenken an Rudolf Heß durch Wunsiedel.

Diese Entwicklung führte auch zu stärkeren Protesten aus bürgerlichen und antifaschistischen Kreisen. Nicht zuletzt aufgrund dieser Gegenaktivitäten wurde nach 1990 über den gesamten Landkreis Wunsiedel im Fichtelgebirge ein Demonstrationsverbot verhängt, was die Veranstalter zwang, in andere Städte auszuweichen. 1991 demonstrierten daher etwa 3000 Menschen in Bayreuth gegen das Verbot in Wunsiedel. Einer bundesweiten antifaschistischen Mobilisierung folgten rund 2500 Menschen. Am 5. Todestag 1992 fand ein Ausweichmarsch in Rudolstadt statt, an dem auch die Mitglieder der NSU-Kerngruppe teilnahmen. Gemeinsam mit dem Saalfelder Neonazi Andreas Rachhausen organisierte Thomas Dienel den Rudolf-Heß-Gedenkmarsch, zu dem am 15. August knapp 2000 Neonazis aus der gesamten Bundesrepublik nach Rudolstadt anreisten. Laut den Autoren des Buchs Heimatschutz über den NSU-Komplex, Stefan Aust und Dirk Laabs, hatte auch der damals 17-jährige Rudolstädter Tino Brandt die Demonstration mitorganisiert.
1994 kam es bundesweit zu Blockaden und Demonstrationen gegen die zentralen Figuren der Mobilisierung zu den Heß-Märschen wie Worch und Rieger. Die Polizei verhinderte nun ebenfalls konsequent alle Versuche der Neonazis, in der Bundesrepublik anlässlich des Todestages aufzumarschieren. Teilweise wich die Neonazi-Szene deshalb in das benachbarte Ausland aus, so etwa nach Luxemburg oder 1995 in das dänische Roskilde, ohne dort aber erfolgreich auftreten zu können. Demonstrationsverbote im gesamten Bundesgebiet und über 500 Festnahmen machten 1997 ein öffentliches Gedenken für die Neonazis mehr oder weniger unmöglich. Es kam in den drei Folgejahren kaum zu Aktionen. Im Jahr 2000 fand schließlich überhaupt kein Aufmarsch mehr statt.
Als 2001 Jürgen Rieger die Demonstration wieder in Wunsiedel anmeldete, wurde sie zwar in der ersten Instanz verboten, aber in der Berufung vom Bayerischen Verwaltungsgerichtshof genehmigt. Die Richter sahen in ihrer Beurteilung des traditionell verhängten Versammlungsverbots im Landkreis Wunsiedel keine Gefahr für die öffentliche Sicherheit und Ordnung, die von einem Gedenkmarsch ausgehe, und bezogen sich dabei auch auf eine anhaltende Schwäche der antifaschistischen Gegenmobilisierung. Die Demonstrationen in Wunsiedel wurden von Rieger in diesem Zug bis einschließlich 2010 angemeldet. Zwischen 2001 und 2004 fanden wieder Demonstrationen mit drei- bis vierstelliger Teilnehmerzahl statt.
Seit 2005 wurde die Kundgebung verboten. Durch alle Gerichtsinstanzen wurde in dem Marsch eine Störung des „öffentlichen Friedens in einer die Würde der Opfer verletzenden Weise“ gesehen, die „die nationalsozialistische Gewalt- und Willkürherrschaft billigt, verherrlicht oder rechtfertigt“ (Volksverhetzung, § 130 Abs. 4 StGB). Auch Versuche der Veranstalter, Ersatzveranstaltungen durchzuführen, führten zu keinem Erfolg. 2009 fällte das Bundesverfassungsgericht letztinstanzlich die sogenannte Wunsiedel-Entscheidung, die das Verbot der Aufmärsche bestätigte.
Nach dem Tod Jürgen Riegers im Jahr 2009 wurde allerdings ein „Gedenkmarsch zu Ehren Riegers“ angemeldet und letztinstanzlich auch genehmigt. Unter dem Motto „Ewig währt der Toten Tatenruhm“ zogen ca. 850 Neonazis durch Wunsiedel und hofften, auf diese Weise eine Ersatzveranstaltung für die Heß-Märsche zu installieren. Im Jahr 2010 wurde diese Veranstaltung wieder angemeldet und genehmigt. Es waren 150 Personen anwesend, die aber nicht am Friedhof vorbeiziehen durften, auf dem Heß begraben war.
Das Grab von Rudolf Heß wurde nach Ablauf des Pachtvertrags am 20. Juli 2011 aufgelöst. Am 13. August 2011 fanden sich noch etwa 20 Neonazis in Wunsiedel ein, die Polizei setzte die Veranstaltungsverbote durch.
Am 17. November 2012 versammelten sich ca. 230 Rechtsextreme in Wunsiedel. Ihnen standen etwa 350 Gegendemonstranten gegenüber. Laut den Auflagen war jeder Bezug der Veranstaltung zu Heß untersagt, trotzdem waren in den Reden einiger Neonazis entsprechende Assoziationen enthalten. Am 16. November 2013 reisten (unter denselben Auflagen) etwa 220 Neonazis nach Wunsiedel an. In einer Rede wurde Erich Priebkes gedacht, der kurz zuvor in Rom im Hausarrest verstorben war. Indem Priebke als „ältester“ und „letzter Kriegsgefangener“ bezeichnet wurde, erfolgte erneut eine Anspielung auf Heß.
2014 funktionierte die Bürgerinitiative „Wunsiedel ist bunt“ die in diesem Jahr anstelle des mittlerweile verbotenen Freien Netzes Süd von der Partei Der III. Weg angemeldete Veranstaltung zu einem „Spendenlauf“ um und stellte sie unter das Motto „Rechts gegen Rechts“. Für jeden von dem Demonstrationszug zurückgelegten Meter wurden zehn Euro an die Aussteiger-Organisation Exit gespendet. Das Geld dazu hatten die Veranstaltungsgegner im Vorfeld gesammelt. Die Gegendemonstranten zeigten zusätzlich Transparente mit der Aufschrift „Der unfreiwilligste Spendenlauf Deutschlands“, „Im Spendenschritt Abmarsch“ oder „Endspurt statt Endsieg“.
Im November 2015 begann die Demonstration mit ca. 230 Teilnehmern aus dem Umfeld der neonazistischen Partei „Der III. Weg“ erst um 16 Uhr bei einsetzender Dämmerung. Etwa 500 Gegendemonstranten hatten sich versammelt, per Beamer wurden Videos über den vorjährigen Spendenlauf an Wände projiziert.
Auch im November 2016 demonstrierten zwischen 200 und 250 Unterstützer des „III. Wegs“ bei Dunkelheit in Wunsiedel. Die Reden waren rassistischen Definitionen des Begriffs Volk gewidmet sowie der Verkörperung einer sogenannten „Ahnenkette“ in jedem Einzelnen. An Jürgen Rieger, den früheren Organisator der Märsche, erinnerten Reden sowie ein Transparent, dessen Aufschrift jedoch eine Refrainzeile eines Rudolf Heß gewidmeten Songs der rechtsextremen Band Stahlgewitter war – erneut eine Umgehung des Verbots eines expliziten Veranstaltungsbezugs zu Heß. Bis zu 400 Gegendemonstranten versammelten sich in der Innenstadt.
Anlässlich des 30. Todestages von Heß wollten 2017 rund 800 Neonazis am ehemaligen Kriegsverbrechergefängnis in Berlin-Spandau demonstrieren. Unter dem Motto „Mord verjährt nicht“ knüpften sie an die Verschwörungstheorie einer Ermordung von Heß durch die Alliierten an. Rund 2000 Gegendemonstranten blockierten den Aufmarsch bereits nach 150 Metern. Durch einen Brandanschlag auf die Bahn erreichten rund 250 Neonazis den Demonstrationsort nicht und führten stattdessen spontane Versammlungen in Falkensee durch.
Am 17. November 2019 veranstaltete Der III. Weg einen Fackelmarsch, genannt „Heldengedenken“, bei dem rund 200 Teilnehmende durch Wunsiedel zogen. Der Parteivorsitzende Klaus Armstroff diffamierte dabei die Opfer der Terrorgruppe Nationalsozialistischer Untergrund (NSU) und äußerte, für Rudolf Heß werde kein Denkmal errichtet, da er „kein Drogenhändler“ und „nicht schwul“ gewesen sei sowie „keiner ethnischen Minderheit“ angehört habe. Rund 400 Menschen nahmen an einer Gegenveranstaltung teil. Zu einer weiteren Gegendemonstration der Antifa unter dem Motto „Nicht lange Fackeln“ kamen nach Veranstalterangaben rund 350 Teilnehmende. Ebenfalls unter dem Motto „Heldengedenken“ versammelten sich im thüringischen Schleusingen rund 90 Neonazis vor allem aus der Holocaustleugnerszene. Veranstaltet wurde die Versammlung vom rechtsextremen Bündnis Zukunft Hildburghausen. Gut drei Dutzend Menschen trafen sich zum Friedensgebet und einer Gegenkundgebung. Aufgrund einer behördlichen Auflage waren beim rechtsextremen Aufmarsch nur 20 Fackeln zugelassen und das Landratsamt hatte den Neonazis untersagt, an der Holocaust-Gedenkstätte vor der alten Synagoge vorbeizuziehen.
Anfang November 2020 sagte Der III. Weg den Gedenkmarsch in Wunsiedel ab, da die Corona-Auflagen des Landratsamts (Maskenpflicht, Abstandseinhaltung, Teilnehmerbegrenzung, Standkundgebung zwischen 15 und 17 Uhr) „in keinster Weise akzeptabel“ seien, wie es auf der Website der Partei hieß. Außerdem befürchtete die Partei Bußgelder, wenn Sympathisanten aus mehreren Hausständen mit Privatautos anreisen würden. Das Netzwerk „Wunsiedel ist bunt“ bekräftigte seine Absicht, die Gegenkundgebung am 14. November abzuhalten.
Im November 2021 zogen etwa 150 Aktivisten des III. Wegs durch ein Wohnviertel am Stadtrand Wunsiedels und hielten eine Gedenkveranstaltung an einem Kriegerdenkmal ab.
Zum Gedenkmarsch im November 2022 hatten sich ca. 120 Rechtsextremisten eingefunden, eine Gegenkundgebung umfasste ca. 350 Teilnehmer.